# ابن الجياب الغرناطي
أبو الحسن علي بن محمد بن سليمان بن علي بن سليمان بن حسن الأنصاري الغرناطي (673 - 749 هـ / 1274 - 1349 م)، المعروف بابن الجيّاب، هو شاعر وأديب ووزير أندلسي غرناطي أنصاري. ولد في غرناطة، وبها نشأ، وأخذ العلم عن مجموعة من علمائها. كان يترأس ديوان الكُتّاب بغرناطة.

## ترجمة ابن الخطيب له
كان ابن الجياب من شيوخ لسان الدين بن الخطيب، وقد جاء في ترجمة ابن الخطيب له في الجزء الأول من كتابه «الإحاطة»:

## شعره
لابن الجياب الغرناطي الكثير من الشعر والنثر، جمع أغلبه تلميذه لسان الدين بن الخطيب، الذي يشير إلى ذلك في كتابه «الإحاطة» بقوله: «وشعره كثير مدون جمعته ودونته»، وما زالت أبيات من شعره تزين قصري جنة العريف والحمراء، ومن الأشعار المنسوبة إليه أبيات بالقاعة الرئيسية لبرج الأسيرة في قصر الحمراء، يقول فيها:

## وفاته
توفي ابن الجياب بالطاعون في غرناطة سنة 1349 م (749 هـ)، وورث رتبته في الوزارة تلميذه لسان الدين بن الخطيب.